# Алиев, Али Энверович
Али Энверович Алиев (крымскотат. Ali Enver oğlu Aliyev; род. 1955) — советский, узбекский, американский физик крымскотатарского происхождения, доктор физико-математических наук, профессор-исследователь Института нанотехнологий и адъюнкт-профессор физического факультета Школы естественных наук и математики Техасского университета в Далласе. В 2011 году он был признан «изобретателем года» журналом «Time».
Области текущих научных интересов — нанонаука и нанотехнологии, электрохромизм и акустика. Он имеет ряд патентов на изобретения от управления США по патентам и товарным знакам (USPTO).

## Биография
Али Алиев родился в Ташкенте, Узбекской Советской Социалистической Республике, СССР в семье крымских татар, которые жили там после депортации. Родители Алиева также были депортированы из Крыма вместе со всем крымскотатарским населением. Его отец Энвер — представитель древнего рода из Симферополя, Герой Социалистического Труда. Мать Алиева — Оказ, из села Корбекуль Алуштинского района Крымского полуострова.
В 1977 году окончил (с отличием) радиотехнический факультет Харьковского национального университета радиоэлектроники. В 1984 году Алиев получил степень кандидата физико-математических наук (молекулярная и тепловая физика) на кафедре теплофизики узбекской Академии наук. Тема диссертации: «Исследование быстрого ионного переноса в редкоземельных фторидах». С 1992 — доктор физико-математических наук (физика твердого тела), кафедра теплофизики узбекской Академии наук. Тема диссертации: «Релаксационные явления в сверхзвуковых проводниках». С 1988 по 2004 год работал на кафедре теплофизики узбекской Академии наук. В 1992—2004 годах-заведующий лабораторией физико-акустических исследований названного отдела. С 2004 года Алиев является профессором-исследователем в Техасском университете в Далласе.
Али Алиев является автором более 100 научных статей и обладателем 13 патентов в области нанонауки и нанотехнологий, среди которых, например, патент на плащ-невидимку (англ. heat visibility cloak).
Женат на Эльвире Умеровой, у них две дочери.

## Награды
- Inventor of the year 2011 by «Time» magazine.
- Nano 50 Award in the United States, 2006: Processes for Carbon Nanotube Yarn and Sheet Fabrication, University of Texas at Dallas.
- 2006 NanoVic Prize for Innovation in Nanotechnology from Nanotechnology Victoria, Australia.
- Science award in Physics, 2004: State award of Republic of Uzbekistan «For Development of Nanomaterials and Nanotechnology», given by the Minister of Science and Technology Committee of the Republic of Uzbekistan.
- Grand Prize for the achievements in Science, 2001: Recipient of a medal «Glory» for the achievements in Science given by Uzbekistan government.
- Cited in Marquis book «Who’s Who in Science and Engineering» 8th (2005—2006) Edition, NJ.
- Fellowship award by Korean Government Program and Science&Technology Policy Institute (STEPI), 1999—2000.
- Prize (Medal and Diploma) for «Development and Design of Ultrasonic Drilling Machine» awarded on 26th International Salon in Geneva, 1998.
- Young Scientist Award of International Union of Radio Science (URSI), General Assembly, Kyoto, Japan, 1993.